# Lijst van spelers van FC Groningen (mannen)
Dit is een lijst van voetballers die minimaal één officiële wedstrijd hebben gespeeld in het eerste elftal van de Nederlandse betaaldvoetbalclub FC Groningen of GVAV.

## A
- Paul Aabling
- Paulos Abraham
- Amir Absalem
- Eddy Achterberg
- Krisztián Adorján
- Fandi Ahmad
- Oluwafemi Ajilore
- Tony Alberda
- Mohammed Allach
- Pier Alma
- Abel Alting
- Petter Andersson
- Oliver Antman
- Jarchinio Antonia
- Uriel Antuna
- Jafar Arias
- Norair Aslanyan
- Joel Asoro
- Paolo Assorgia
- Raymond Atteveld
- Pascal Averdijk
- Berthil ter Avest
- Patrick Ax
- Shutlan Axwijk

## B
- Roland Baas
- Juninho Bacuna
- Leandro Bacuna
- Eddy Bakker
- Eddy Bakker
- Edwin Bakker
- Nick Bakker
- Remco Balk
- Radinio Balker
- Dirk Baron
- Mads Bech Sørensen
- Kiran Bechan
- Rem Been
- Raymond Beerens
- Iliass Bel Hassani
- Barend Beltman
- Hilal Ben Moussa
- Siep Benninga
- Charlison Benschop
- Marcus Berg
- Thom van Bergen
- Ron van den Berg
- Gosse Beukema
- Roy Beukenkamp
- Daniël Beukers
- Harry van Beusekom
- Johan Beuvink
- Pieter Beuzenberg
- Glenn Bijl
- Henk Bink
- Arjan Bisseling
- Kassim Bizimana
- Marco Bizot
- Arjan Blaauw
- Daley Blind
- Sip Bloemberg
- Rob de Blois
- Thijmen Blokzijl
- Claus Boekweg
- Hans Boer
- Jan de Boer
- Melayro Bogarde
- Mariano Bombarda
- Marco Boogers
- Sietze Boonstra
- Foeke Booy
- Gerrit Borghuis
- Arnold Bos
- Henk Bos
- Jaap Bos
- Eddy Bosman
- Dick Bosschieter
- Eric Botteghin
- Marcel Boudesteyn
- Sven Bouland
- Ali Boussaboun
- Michael Breij
- Ronald Breinburg
- Lucas ten Brinke
- Peter Brinks
- Bud Brocken
- Joost Broerse
- Raymond Bronkhorst
- Garry Brooke
- Jan Brouwer
- Thomas Bruns
- Danny Buijs
- Theo Buijs
- Klaas Buist
- Dick Bults
- Lorenzo Burnet
- Marcel van Buuren

## C
- Theo ten Caat
- Matías Cahais
- Mateo Cassierra
- Julian Chabot
- Tjaronn Chery
- Matěj Chaluš
- Marián Chlad
- Alexander Christovão
- Angelo Cijntje
- Henk Cornelis
- Yuri Cornelisse
- Alessio Da Cruz
- Dejan Čurović

## D
- Thijs Dallinga
- Wessel Dammers
- Damil Dankerlui
- Egbert Darwinkel
- Jason Davidson
- Herman Dieterman
- Dominique van Dijk
- Gregoor van Dijk
- Jan van Dijk
- Sergio van Dijk
- Virgil van Dijk
- Herman Dijkstra
- Mart Dijkstra
- Ivar van Dinteren
- Ritsu Doan
- Richard Douwes
- Martin Drent
- Henk Drewes
- Jesper Drost
- Laros Duarte
- René van der Duin
- Martin van Duren
- Milko Ðurovski

## E
- Arjan Ebbinge
- Henk Ebbinge
- Nils Eggens
- René Eijkelkamp
- Peter Eimers
- Hjalmar Ekdal
- Mohamed El Hankouri
- Ahmed El Messaoudi
- Mustapha El Idrissi
- Kurt Elshot
- Richard Elzinga
- Thomas Enevoldsen
- Noam Emeran
- Harvey Esajas

## F
- Ernest Faber
- Rutger Feijer
- Fred Felder
- Mark-Jan Fledderus
- Mathias Florén
- Helmut Fottner
- Ray Fränkel
- Piet Fransen
- Tim Freriks
- Ole Fritsen
- Johan Fühler

## G
- Joop Gall
- Gonzalo García García
- Liam van Gelderen
- Henk Georg
- Frans Gerdes
- Sander van Gessel
- Paul Gladon
- Steve Goble
- Steven Gonesh
- Dean Gorré
- Andreas Granqvist
- Jakob Gregersen
- Azing Griever
- Ab Gritter
- Eric Groeleken
- Jan Groninger
- Piet de Groot
- Johnny de Grooth
- Gabriel Gudmundsson
- Frans Guns

## H
- Henk de Haan
- Arjen Hagenauw
- Henk Hagenauw
- Otto Halmingh
- Ronald Hamming
- Tim Handwerker
- Joey Harðarson
- Jan Hardenbol
- Hans Hateboer
- Wim van der Heide
- Dick Hellinga
- Bert Hendriks
- Wouter van den Herik
- Herman Heskamp
- Arafath Heuvel
- Tom Hiariej
- Karel Hiddink
- Gerard Hijlkema
- Rob Hilbers
- Bart van Hintum
- Johan Hoeksema
- Cor Hoekstra
- Jan Hoekstra
- Koko Hoekstra
- Peter Hoekstra
- Renze Hoekstra
- Danny Hoesen
- Bram van der Hoeven
- Grafton Holband
- Danny Holla
- Jordi Hoogstrate
- Mark van de Hor
- Jan Hordijk
- Peter Houtman
- Johan Hove
- Hugo Hovenkamp
- Ajdin Hrustić
- Willy Huberts
- Hugo
- Hendrikus Huisman
- Pieter Huistra
- Harris Huizingh

## I
- Oussama Idrissi
- Pius Ikedia
- Lucian Ilie
- Daleho Irandust
- Dino Islamović
- Ko Itakura
- Jonas Ivens

## J
- Henk Jager
- Ron Jans
- Michael Jansen
- Paul Janssen
- Roel Janssen
- Cas Janssens
- Jan Jeltema
- Bjarne Jensen
- Karsten Jensen
- Ruben Jenssen
- Emil Johansson
- Magnus Johansson
- Matías Jones
- Jerry de Jong
- Maarten de Jong
- Jan de Jonge
- Tika de Jonge
- Anton Jongsma
- Patrick Joosten
- Hidde Jurjus
- Rinie Jurna

## K
- Daniël van Kaam
- Joël van Kaam
- Yahya Kalley
- Pedro Kamata
- Todd Kane
- Leon Kantelberg
- Johan Kappelhof
- Neraysho Kasanwirjo
- Eric van Kessel
- Theo Keukens
- Tim Keurntjes
- Robbin Kieft
- Maikel Kieftenbeld
- Klaas Kirchhoff
- Andraž Kirm
- Tieme Klompe
- Pepijn Kluin
- Henk Klunder
- Jan Klunder
- Serhat Koç
- Johan de Kock
- Piet de Koe
- Joop Koel
- Erwin Koeman
- Martin Koeman
- Ronald Koeman
- Erwin Koen
- Wim Koevermans
- Marnix Kolder
- Dick Kooijman
- Jaap Kooistra
- Jan Jaap Kooistra
- Jeffrey Kooistra
- Jurrie Koolhof
- Joop Koops
- Martin Koops
- Marco Koorman
- Marten Kooy
- Dick Koster
- Ewald Koster
- Filip Kostić
- Gerrit Kraak
- Patrick Kraak
- Dolf Kraan
- Lars Kramer
- Dennis Krohne
- Rogier Krohne
- Mile Krstev
- Alie Kruger
- Florian Krüger
- Edwin de Kruyf
- Edwin de Kruyff
- Arnold Kruiswijk
- Bé Kuiper
- Dave Kwakman
- Kees Kwakman

## L
- Koen van de Laak
- Martijn van der Laan
- Rikkert La Crois
- Darryl Lachman
- Ab Laks
- Jeroen Lambers
- Rolf Landerl
- Jørgen Strand Larsen
- Kasper Larsen
- Miguel Ángel Leal
- Hanky Leatemia
- Michael de Leeuw
- Tonny van Leeuwen
- Peter Leeuwenburgh
- Leonardo
- Timo Letschert
- Evgeniy Levchenko
- Heinz Libuda
- Roël Liefden
- Kristian Lien
- Antoine van der Linden
- Rasmus Lindgren
- Bryan Linssen
- Patrick Lodewijks
- Brian van Loo
- Erwin van de Looi
- Tom van de Looi
- Jack van Loon
- Jannes Loves
- Goran Lovre
- Theo Lucius
- Fred Ludwig
- Gijs Luirink
- Ramon Pascal Lundqvist

## M
- Jan de Maar
- Isak Dybvik Määttä
- Hedwiges Maduro
- Stefano Magnasco
- Magno
- Mimoun Mahi
- Erik Manders
- Elvis Manu
- Maxim Mariani
- Paul Mason
- Tim Matavž
- Paul Matthijs
- Azor Matusiwa
- Emmanuel Matuta
- Billy Maximiano
- Rob McDonald
- Henk Medema
- Henk Medik
- Ale van der Meer
- Martijn Meerdink
- Bjorn Meijer
- Henny Meijer
- Samir Memišević
- Ahmad Mendes Moreira
- Rui Mendes
- Herman Mengerink
- Jan Mennega
- Danny Menting
- Shkodran Metaj
- Henk Meuken
- Seine Middeljans
- Theo Migchelsen
- Leonel Miguel
- Joop Molendijk
- Paco van Moorsel
- Sammy Morgan
- Alex Mortensen
- Anne Mulder
- Bob Mulder
- Nordin Musampa

## N
- Hennie van Nee
- Johan Neeskens
- Erik Nevland
- Cyril Ngonge
- Yoëll van Nieff
- Leonard Nienhuis
- Stefan Nijland
- Morten Nordstrand
- Jan Nordström
- Klaas Nuninga
- Jussi Nuorela

## O
- Edwin Olde Riekerink
- Bert Oldenburger
- Frank Olijve
- Elias Olsson
- Sergio Ommel
- Joop Oomens
- Jaap van Oosten
- Henk Oosterwold
- Thijs Oosting
- Rolf Oostinga
- Ragnar Oratmangoen
- Serdar Öztürk

## P
- Sergio Padt
- Chris Pals
- Marcel Pannekoek
- Desevio Payne
- Keld Pedersen
- Nicklas Pedersen
- Luis Pedro
- Marcel Peeper
- Marvin Peersman
- Joey Pelupessy
- Ricardo Pepi
- Ferry Pettersson
- Alex Pijper
- Brian Pinas
- Jaap Plenter
- Dick Ploeger
- Gerard Pluim
- Jannik Pohl
- Thomas Poll
- Danny Post
- Romano Postema
- Roelof Pots
- Berry Powel
- Edwin Prins
- Wouter Prins

## R
- Daishawn Redan
- Erik Regtop
- Etiënne Reijnen
- Arnold Reinders
- Ludovit Reis
- Jan Reitsema
- Michael Reiziger
- Jan Renders
- Marco Rente
- Stije Resink
- Hans Reussing
- Jeffrey Rijsdijk
- Arjen Robben
- Mario-Ernesto Rodríguez
- Otto Roffel
- Arie Romijn
- Bas Roorda
- Harry Rooseboom
- Harm Roossien
- Jos Roossien
- Sepp De Roover
- Toine Rorije
- Mathias Rosén
- Jelle ten Rouwelaar
- Sixto Rovina
- Sander Rozema
- Albert Rusnák

## S
- Lucien Sahetapy
- Glen Salmon
- Gibril Sankoh
- Harry Schellekens
- Mitchell Schet
- John Scheve
- Björn Schilder
- Jaap Schipper
- Jan Schipper
- Melchior Schoenmakers
- Wim Schokker
- Dennis Schomaker
- Henk Schoonbeek
- Sam Schreck
- Dick Schreuder
- Jorg Schreuders
- Geert Schuurman
- Valéry Sedoc
- Stefano Seedorf
- Sepp Seemann
- Mats Seuntjens
- Aimar Sher
- Kaj Sierhuis
- Bruno Silva
- Luciano Da Silva
- Harry Sinkgraven
- Romano Sion
- Donovan Slijngard
- Kian Slor
- Rick Slor
- Wubbie Smeins
- Arvid Smit
- Ernst Söllner
- Peter Sørensen
- Alexander Sørloth
- Philip Souisa
- Tim Sparv
- Manfred Specken
- Finn Stam
- Ronald Steenge
- Fredrik Stenman
- Bert Stokkingreef
- Sjaak Storm
- Jan Streuer
- Luis Suárez
- Suk Hyun-jun
- Tomáš Suslov
- Ondřej Švejdík
- Marin Šverko
- Leen Swanenburg
- Jannes Swint

## T
- Dušan Tadić
- Abel Tamata
- Gerrit Tardy
- Gerrit Terpstra
- David Texeira
- Koert Thalen
- Frans Thijssen
- Simon Tibbling
- Adri van Tiggelen
- Gerrit van Tilburg
- Ludwig Timisela
- Reini Timmermans
- Gábor Torma
- William Troost-Ekong
- Ignacio Tuhuteru
- Johan Tukker
- Fofin Turay
- Jack Tuyp

## U
- Gerrit Uittenbosch

## V
- Etienne Vaessen
- Luciano Valente
- Sietze Veen
- Kevin van Veen
- Peter van der Veen
- Keziah Veendorp
- Jan Veenhof
- Nick van der Velden
- Henk Veldmate
- Jeroen Veldmate
- Mark Veldmate
- Lars Veldwijk
- Rolf Veneboer
- Ted Venema
- Mark Verkuijl
- Michael Verrips
- Hans Visser
- Wim Visser
- Peter van der Vlag
- Dick van Vlierden
- Bert de Voogd
- Regilio Vrede
- Leo de Vroet

## W
- Walter Waalderbos
- Gé van der Wal
- Django Warmerdam
- Marco Waslander
- Zephnad Wattimury
- Warry van Wattum
- Geon Weering
- Henny Weering
- Tom van Weert
- David van der Werff
- Kristian Westerveld
- Ale Westra
- Piet Westra
- Bert Wiebing
- Leon ter Wielen
- Mike te Wierik
- Piet Wiersma
- Giliano Wijnaldum
- Clyde Wijnhard
- Piet Wildschut
- Jetro Willems
- Brynjólfur Willumsson
- Ulrich Wilson
- Bert Witkop
- Chris De Witte
- Heiko Wolda
- John de Wolf
- Jacob Wolters
- Hans Wortelboer

## Z
- Deyovaisio Zeefuik
- Género Zeefuik
- Bert Zimmerman
- Richairo Živković
- Henk Zoetendal
- Mike Zonneveld
- Bert Zuurman
- Andrej Zygmantovitsj